# Júsuke Minoguči
Júsuke Minoguči (japonsky 簔口 祐介, * 23. srpna 1965) je bývalý japonský fotbalista.

## Klubová kariéra
Hrával za JEF United Ichihara, PJM Futures, Fukuoka Blux a Oita Trinity.

## Reprezentační kariéra
S japonskou reprezentací se zúčastnil Mistrovství Asie ve fotbale 1988.